# Alas de mariposa
Alas de mariposa és el primer llargmetratge del director de cinema Juanma Bajo Ulloa. La pel·lícula va ser guardonada amb nombrosos premis, entre ells la Conquilla d'Or en la 39a edició del Festival Internacional de Cinema de Sant Sebastià.

## Argument
Ami és una nena de sis anys, introvertida i especialment sensible. La seva mare, Carmen, viu obsessionada amb la idea de tenir un fill home (ja que el pare d'ella només va poder tenir filles), sentiment que no comparteix el seu marit Gabriel.
Quan Carmen queda embarassada, el temor a la possible enveja de Ami, alimentat per un creixent sentiment de culpa, impedeix a Carmen fer partícip del seu embaràs a la nena i provoca que la relació amb la seva filla comenci a deteriorar-se dia a dia.
Des d'aquest moment els esdeveniments es dirigiran irremeiablement cap a un terrible malson. Quan la mare aconsegueix el seu desig i dona a llum el desitjat fill home, la filla no ho suporta i començarà a sentir odi pel nounat. Ami acaba assassinant al bebè, ofegant-lo amb un coixí en el seu bressol. Tretze anys després, Ami viu gairebé oculta a la seva habitació, aliena al món exterior, a la seva família i al seu propi sexe.
A partir de llavors, Ami comença a ordir un pla de fugida robant menjar per a quedar-se els diners fins que una sèrie de desafortunats incidents la porten a no suportar més la situació i decideix marxar de casa. Just en l'últim moment, una estranya reacció en el comportament de la seva mare la fa quedar-se i aquest fet és el començament d'una nova vida per a ambdues.

## Repartiment
- Sílvia Munt – Carmen
- Tito Valverde – Gabriel
- Susana García Díez – Ami
- Laura Vaquero – Ami nena
- Txema Blasco – Avi
- Alberto Martín Aranaga – Gorka
- Rafael Martin – Lucio

## Premis
Medalles del Cercle d'Escriptors Cinematogràfics de 1990
| Categoria       | Persona           | Resultat   |
| --------------- | ----------------- | ---------- |
| Millor actriu   | Sílvia Munt       | Guanyadora |
| Premi revelació | Juanma Bajo Ulloa | Guanyador  |

VI Premis Goya
| Categoria                  | Persona                              | Resultat   |
| -------------------------- | ------------------------------------ | ---------- |
| Millor actriu protagonista | Sílvia Munt                          | Guanyadora |
| Millor guió original       | Juanma Bajo Ulloa Eduardo Bajo Ulloa | Guanyadors |
| Millor director novell     | Juanma Bajo Ulloa                    | Candidat   |